# Salla (Maria Lankowitz)
Salla è una frazione di 287 abitanti del comune austriaco di Maria Lankowitz, nel distretto di Voitsberg, in Stiria. Già comune autonomo, il 1º gennaio 2015 è stato aggregato a Maria Lankowitz assieme all'altro comune soppresso di Gößnitz.